# The Expanse
The Expanse é uma série de televisão estadunidense criada por Mark Fergus e Hawk Ostby, baseada na série literária de mesmo nome de Daniel Abraham e Ty Franck (ambos escritos com o pseudônimo James S. A. Corey). O cenário é um futuro em que a humanidade colonizou o Sistema Solar. 
Entre o elenco estão Shohreh Aghdashloo, Thomas Jane e Steven Strait. 
A série estreou por streaming no Amazon Prime em 14 de dezembro de 2019 e em 23 de novembro de 2015 no Syfy. Posteriormente, tornou-se disponível no Netflix. A segunda temporada, com 13 episódios, estreou em 8 de fevereiro de 2017.
The Expanse recebeu aclamação da crítica, com elogios especiais por seus visuais, desenvolvimento do personagem e narrativa política. Recebeu um Prêmio Hugo de Melhor Apresentação Dramática e três indicações ao Prêmio Saturn de melhor série de Televisão de ficção científica.
Antes do lançamento da quinta temporada, a série foi renovada para uma sexta e última temporada em novembro de 2020.

## Enredo
Duzentos anos no futuro, com todo o Sistema solar colonizado, o detetive de polícia Josephus Miller (Thomas Jane), nascido em Ceres, no cinturão de asteroides, tem a tarefa de procurar uma jovem mulher desaparecida, Juliette "Julie" Andrômeda Mao (Florence Faivre). Enquanto isso, James Holden (Steven Strait), o Oficial Executivo do transportador de gelo Canterbury é envolvido em um trágico acidente que ameaça a precária paz entre Terra, Marte e Cinturão. Na Terra, Chrisjen Avasarala (Shohreh Aghdashloo), Executiva das Nações Unidas, trabalha para prevenir a guerra entre Terra e Marte usando qualquer meio necessário. Logo, os três descobrem que a mulher desaparecida e o carregador de gelo são parte de uma vasta conspiração que ameaça toda a humanidade.

## Lista de episódios
| Temporadas | Episódios | Episódios | Originalmente lançado  | Originalmente lançado  | Originalmente lançado |
| Temporadas | Episódios | Episódios | Data de lançamento     | Data de conclusão      | Rede                  |
| ---------- | --------- | --------- | ---------------------- | ---------------------- | --------------------- |
| 1          | 10        | 10        | 14 de dezembro de 2015 | 2 de fevereiro de 2016 | Syfy                  |
| 2          | 13        | 13        | 1 de fevereiro de 2017 | 19 de abril de 2017    | Syfy                  |
| 3          | 13        | 13        | 11 de abril de 2018    | 27 de junho de 2018    | Syfy                  |
| 4          | 10        | 10        | 12 de dezembro de 2019 | 12 de dezembro de 2019 | Amazon Prime Video    |
| 5          | 10        | 10        | 15 de dezembro de 2020 | 2 de fevereiro de 2021 | Amazon Prime Video    |
| 6          | 6         | 6         | 9 de dezembro de 2021  | 13 de janeiro de 2022  | Amazon Prime Video    |

## Recepção

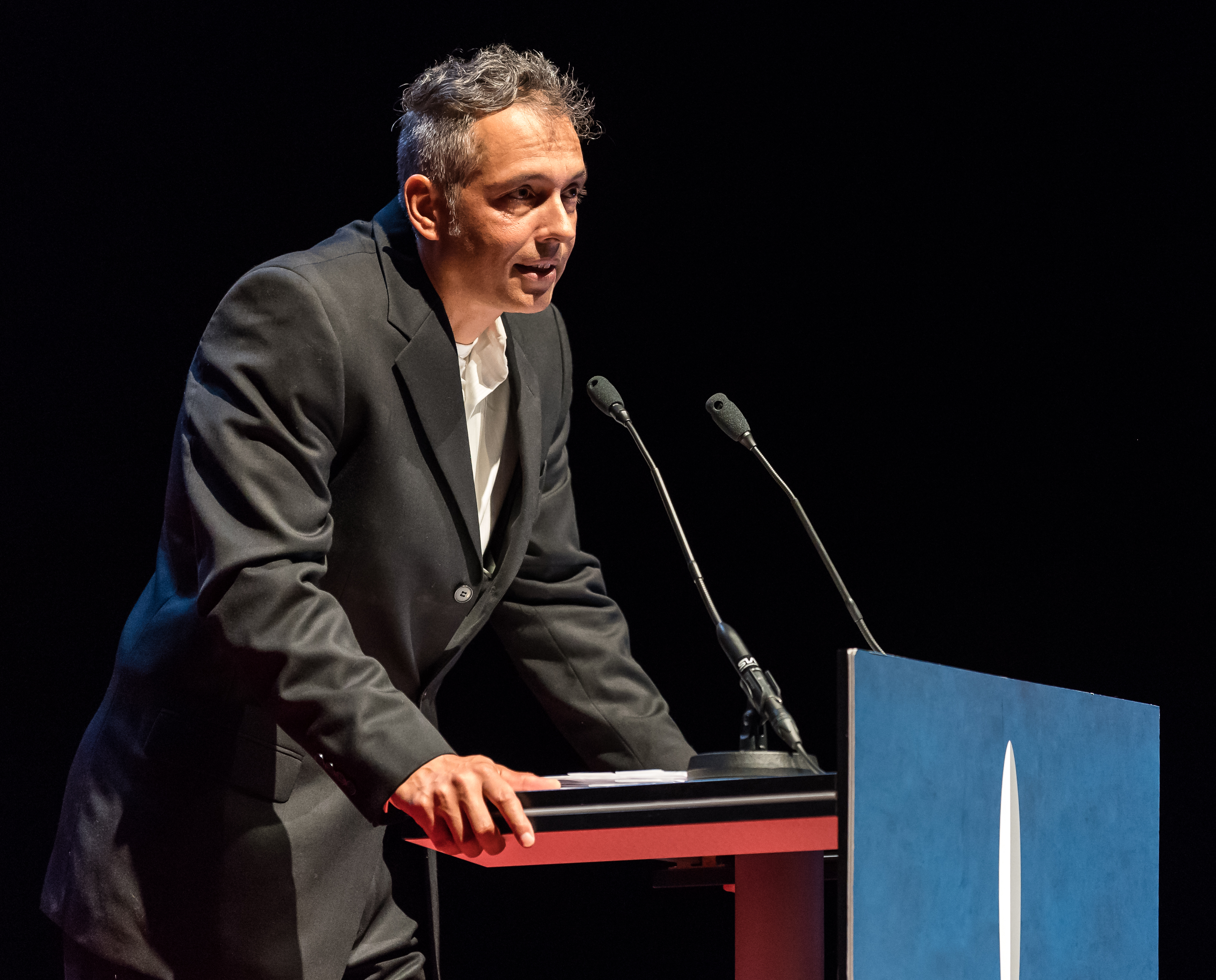
Hawk Ostby recebendo o Hugo Award, em 2017

### Primeira temporada
A primeira temporada da série recebeu uma avaliação de 65/100 no Metacritic, e de 76% no Rotten Tomatoes. Max Nicholson da IGN caracterizou o enredo como "obscuro e dramático", elogiando os efeitos visuais do piloto, comparando-os aos de Battlestar Galactica, Dune e Firefly.
Escrevendo para a revista Variety, Maureen Ryan disse ter ficado "pouco impressionado" com os primeiros episódios da série, que ele descreveu como "misturando de forma estranha diversas histórias confusas", e os personagens como esteriotípicos, mas reconheceu um caráter da série que atacaria questões de classe e representatividade. Por outro lado Justin Landon, do Tor.com, elogiou a série e seus personagens.

### Segunda temporada
No Metacritic, a avaliação foi de 77/100, e no Rotten Tomatoes de 8.79. Brian Tallerico, escrevendo para a Rolling Stone, elogiou a série por abordar questões políticas contemporâneas, bem como pelos seus personagens. Escrevendo para a NPR, o astrofísico Adam Frank elogiou o realismo científico da série.
A série recebeu o Hugo Award de melhor drama em 2017, dentre os curtas.

### Terceira temporada
No Rotten Tomatoes, a temporada recebeu uma avaliação média de 8,75 de 10, baseado em 11 avaliações.

### Quarta temporada
No Rotten Tomatoes, a temporada recebeu uma avaliação média de 8,97 de 10 com base em 8 avaliações.

### Quinta temporada
No Rotten Tomatoes, a temporada recebeu uma avaliação média de 8,82 de 10 baseado em 23 avaliações.